# Dataterminal
Ved en dataterminal, eller oftest blot en terminal, forstås inden for datalogien et apparat, der anbringes i den ene ende af en datakommunikationslinje, som terminerer den. I den anden ende befinder en computer sig normalt. Data kan sendes frem og tilbage mellem terminal og computer. 
I daglig tale forstår man ved en terminal et apparat med en skærm og et tastatur (evt. også med et pegeredskab som mus eller pen). En fjernskriver eller visse elektriske skrivemaskiner kan også benyttes som terminal. Udtrykket dækker strengt taget også over bl.a. printere og andre computere.
Den klassiske terminal, ”den dumme terminal”, kan modtage tastetryk fra tastaturet, evt. markeringer fra en lyspen, tilpasse dem til den anvendte kommunikationsprotokol og sende det over linjen. Tilsvarende kan den modtage data og præsentere dem på skærmen, enten som bogstaver (evt. med farver) eller grafisk. Ofte kan skærmen deles op i felter med forskellige attributter (om der kan skrives i dem, hvad der kan skrives, om indholdet er synligt, anvendte farver osv.). ”Den smarte terminal” er en pc, der afvikler et terminalemuleringsprogram, så pc'en fungerer ganske som en almindelig terminal, men ofte tilføres yderligere funktionalitet, samtidig med at man har en fuldt funktionsdygtig personlig computer. 
Nogle terminaler overfører hver tegn, så snart det er tastet, andre overfører en linje eller flere ad gangen eller et helt skærmbillede på en gang ved tryk på en særlig taste. 